# Juho Eslin

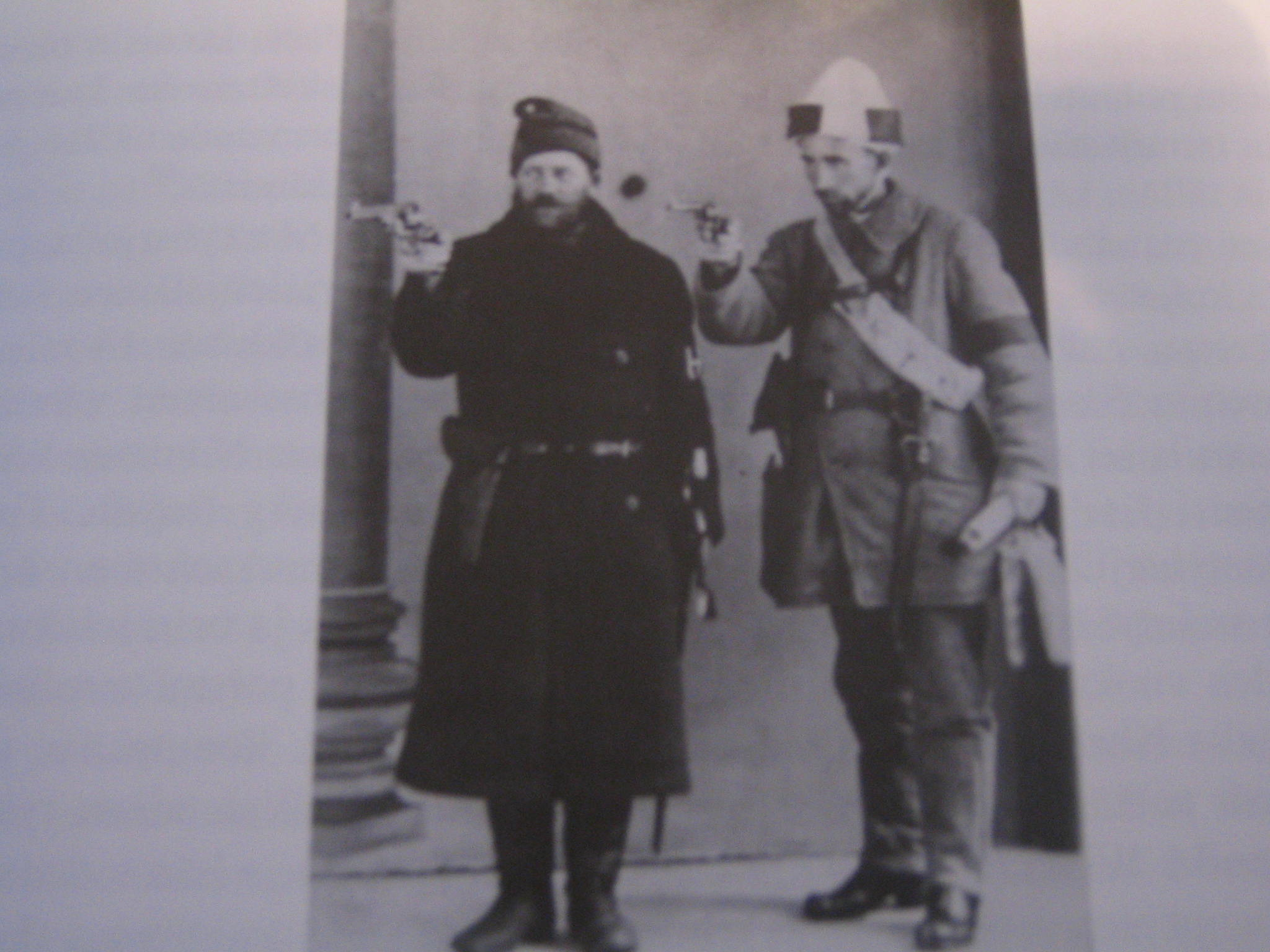
Juho Eslin och Oskari Koivula år 1918

Juho Vihtori Eslin, född 27 april 1878 i Tyrväntö, död 6 augusti 1918 i Villmanstrand, var en revolutionär bataljonschef.
Eslin var chef för Hyvinge röda gardes I bataljon. Han var med i slaget vid Kuru och satt efter norra frontens kollaps i Tammerfors fångläger. Till yrket var han egentligen filare och bilförare, men verkade under finska inbördeskriget i frontstaberna i Hausjärvi och Toijala. Efter kriget satt han även i Lahtis fångläger och transporterades till Villmanstrand, var han avrättades.
Juho Eslin förekommer även i Antti Tuuris roman Suuri Asejuna Pietarista.